# Die Ermittlung

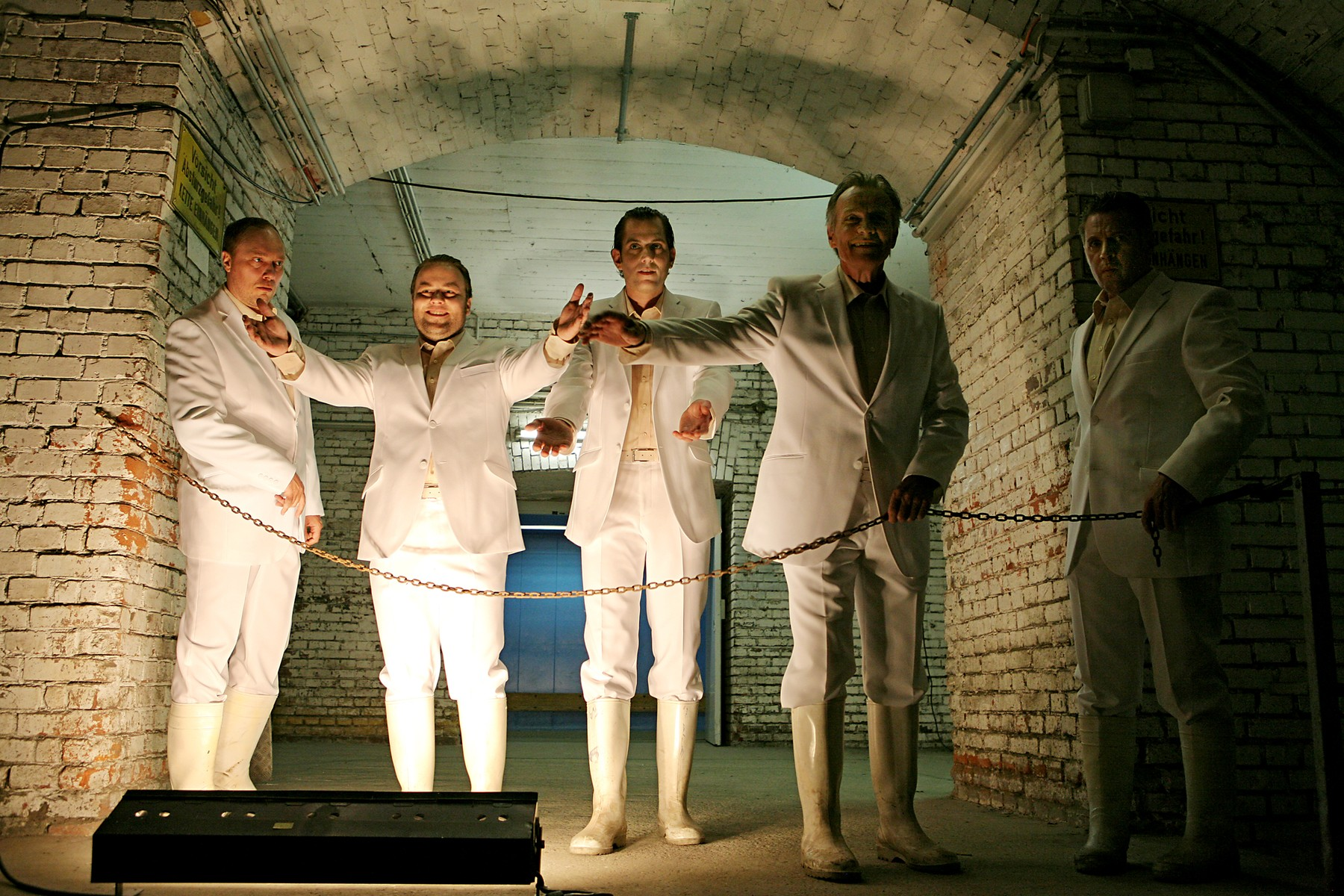
Inszenierung der Ermittlung auf dem Reichsparteitagsgelände am Staatstheater Nürnberg, Juni 2009, Regie: Kathrin Mädler (Fotografin: Marion Bührle)

 Die Ermittlung. Oratorium in 11 Gesängen ist ein Theaterstück des Dramatikers Peter Weiss von 1965, das den ersten Frankfurter Auschwitzprozess von 1963 bis 1965 mit den Mitteln des dokumentarischen Theaters thematisiert. Es wurde am 19. Oktober 1965 im Rahmen einer Ring-Uraufführung an fünfzehn west- und ostdeutschen Theatern sowie von der Royal Shakespeare Company, London, uraufgeführt. Die Aufführungsorte in der Bundesrepublik und der DDR waren: West-Berlin und Ost-Berlin, Altenburg, Cottbus, Dresden, Erfurt, Essen, Gera, Köln, Leipzig, Leuna, München, Neustrelitz und Rostock. Weiss selbst nahm als Zuschauer am Auschwitzprozess teil und entwickelte sein Stück aus den Protokollen Bernd Naumanns.

## Das Welttheater-Projekt

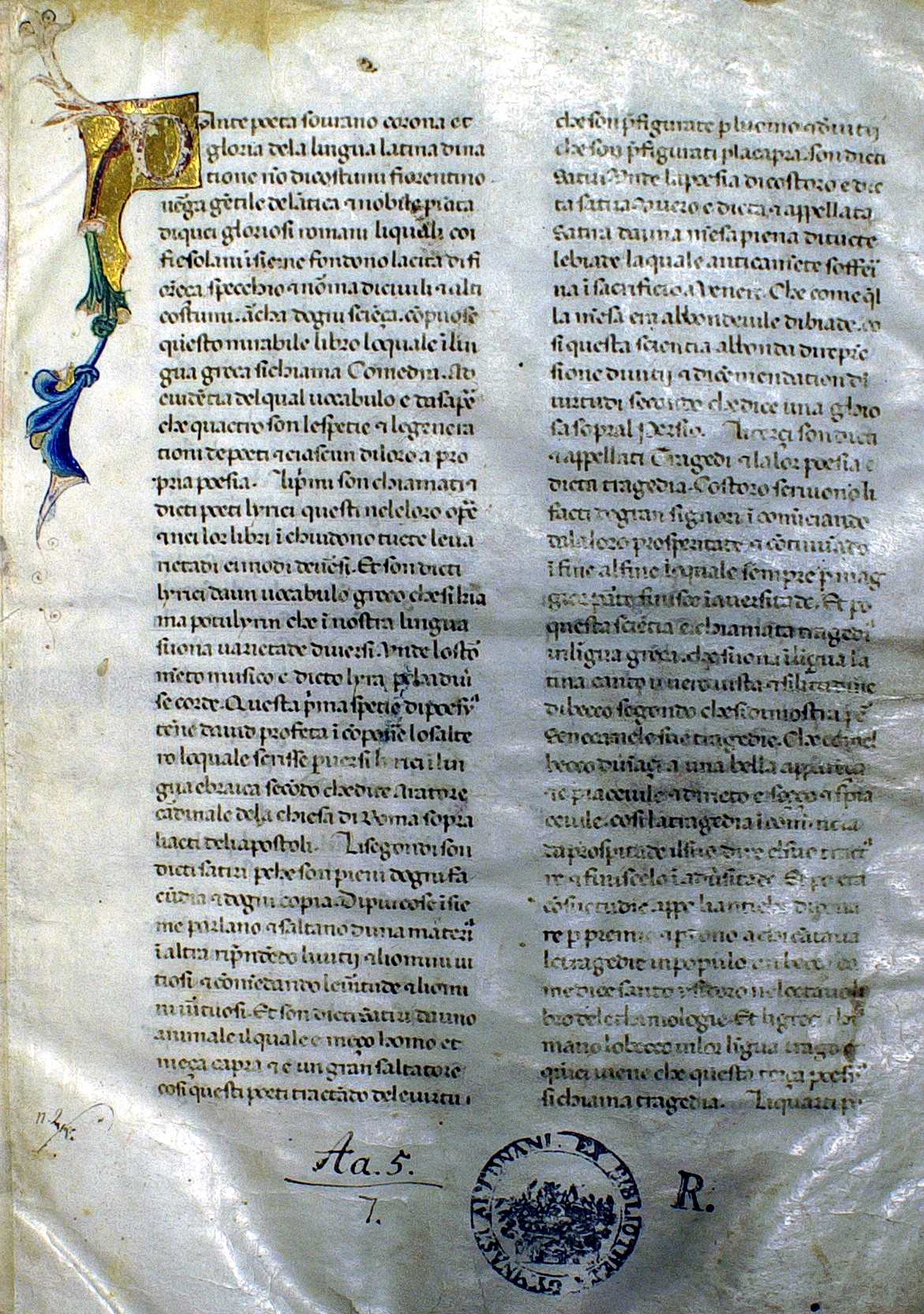
Codex Altonensis, italienische Handschrift von Dantes Göttlicher Komödie (14. Jahrhundert)

Die Ermittlung sollte Teil eines umfassenderen „Welttheater“-Projekts werden, das der dreiteiligen Struktur von Dante Alighieris Göttlichen Komödie folgte, welche die Jenseitssphären Hölle, Paradies und das dazwischen liegende Fegefeuer umfasst. In Umkehrung der Überzeugungen Dantes sollte Die Ermittlung dabei dem „Paradiso“ der Dante-Konzeption entsprechen und das Paradies der Ort der Verzweiflung für die Leidtragenden sein. Das 1964 verfasste Drama Inferno, das erst 2003 aus dem Nachlass publiziert wurde, führte das abzubildende Jenseitsreich auch im Titel. Aufgrund der zeitgeschichtlichen Bedeutung des Auschwitz-Prozesses wurde das Divina-Commedia-Projekt jedoch zurückgestellt und der dritte Teil als Die Ermittlung separat veröffentlicht.

## Form, Aufbau und Inhalt
Ein Oratorium ist eine relativ feste konzertante Form, i. d. Regel eine mehrteilige und mehrstimmige dramatische Erzählung eines religiösen Inhalts, in Europa meist für die Passions- und Weihnachtsgeschichte genutzt. Inhalte sind demnach traditionell Kernereignisse des christlichen Mythos, die letztlich Erlösung und Rettung thematisieren – im vorliegenden Oratorium dagegen wird der Zivilisationsbruch des Holocaust zu einem Kerngeschehen, das jegliche Rettung ausschließt.
Die elf „Gesänge“ der Ermittlung, die sowohl erzählende wie auch dialogische Funktion haben, fassen die Aussagen gegen verschiedene Bewacher wie in Kapiteln thematisch zusammen; übertitelt sind sie der Reihe nach:
- Gesang von der Rampe
- Gesang von der Aufnahme
- Gesang von der Schaukel
- Gesang von der Möglichkeit des Überlebens
- Gesang vom Ende der Lilly Tofler
- Gesang vom Unterscharführer Stark
- Gesang von der schwarzen Wand
- Gesang vom Fenol
- Gesang vom Bunkerblock
- Gesang vom Zyklon B
- Gesang von den Feueröfen.

Die Teile folgen damit dem Weg der Opfer von der Rampe bei der Ankunft in Auschwitz bis zum Feuerofen, so dass von immer grausameren Facetten der anonymen Massenvernichtung berichtet wird. Diese Gliederung greift auch auf die Darstellung des Leidensweges in Stationen zurück, zum Beispiel in Albrecht Dürers Großer Passion in elf Holzschnitten.
Anders als im historischen Auschwitzprozess stehen nur 18 Angeklagte vor Gericht. Diese lassen sich durch ihre Namen und Aussagen klar identifizieren. Die Aussagen von mehreren hundert Zeugen dagegen fasst Weiss in den fiktiven, repräsentativen, aber anonymisierten Zeugenfiguren 1–9 zusammen. Unter ihnen stehen zwei Zeugen als Helfer von außerhalb des Lagers auf der Seite der Angeklagten, die anderen Zeugen sind ehemalige Häftlinge, darunter auch zwei Frauen. Die Anonymisierung der Zeugen folgt dem realen Geschehen, in dem die Namen der Opfer in Auschwitz einer in die Haut tätowierten Nummer weichen mussten.
Weiss präsentiert die Aussagen von Angeklagten und Zeugen, von Verteidigern, Anklägern und Richtern auf eine solche Weise, dass die Widersprüche zwischen den Aussagen der Täter und der Opfer den ganzen Text durchlaufen und die Zuschauer ohne einen festen Boden permanent zu eigenen Wertungen zwingen. Das offene Ende des Stücks entspricht dem entpsychologisierten Ansatz des Autors, der die gesellschaftliche Verantwortung des Individuums und seine Wahlmöglichkeiten auch unter den Rahmenbedingungen der Diktatur fokussieren wollte.

## Der Massenmord aus der Gesellschaft

KZ Auschwitz als Endverzweigung eines Systems

Die Bereitschaft zur Beihilfe zum Massenmord verknüpft Weiss nicht mit psychologischen, sondern mit ökonomischen Zusammenhängen: In den Ermittlungen erläutert der früher politisch tätige Zeuge 3 im Gesang von den Feueröfen III, dass der Massenmord ohne die Unterstützung von „tausend Amtsstellen“ und „Millionen anderer“ nicht hätte funktionieren können, was die Verteidigung als Vorwürfe „gegen eine ganze Nation“ versteht. Zeuge 3 spricht bereits vorher im Gesang von der Möglichkeit des Überlebens II von den zugewiesenen „Rollen der Bewacher“ und der Häftlinge, die auch „einen Bewacher abgeben können“: „Wir kannten alle die Gesellschaft, aus der das Regime hervorgegangen war, das solche Lager erzeugen konnte. Die Ordnung, die hier galt, war uns in ihrer Anlage vertraut, deshalb konnten wir uns auch zurechtfinden in ihrer letzten Konsequenz, in der der Ausbeutende in bisher unbekanntem Grad seine Herrschaft entwickeln durfte und der Ausgebeutete noch sein Knochenmehl liefern musste.“ (Alle Satzzeichen hier ergänzt.) Es geht dem Zeugen 3 darum, die moralisierende „erhabene Haltung“ zu einer Kritik am Kapitalismus zu erweitern.

## Sprachliche Form und Entlastungsrhetorik

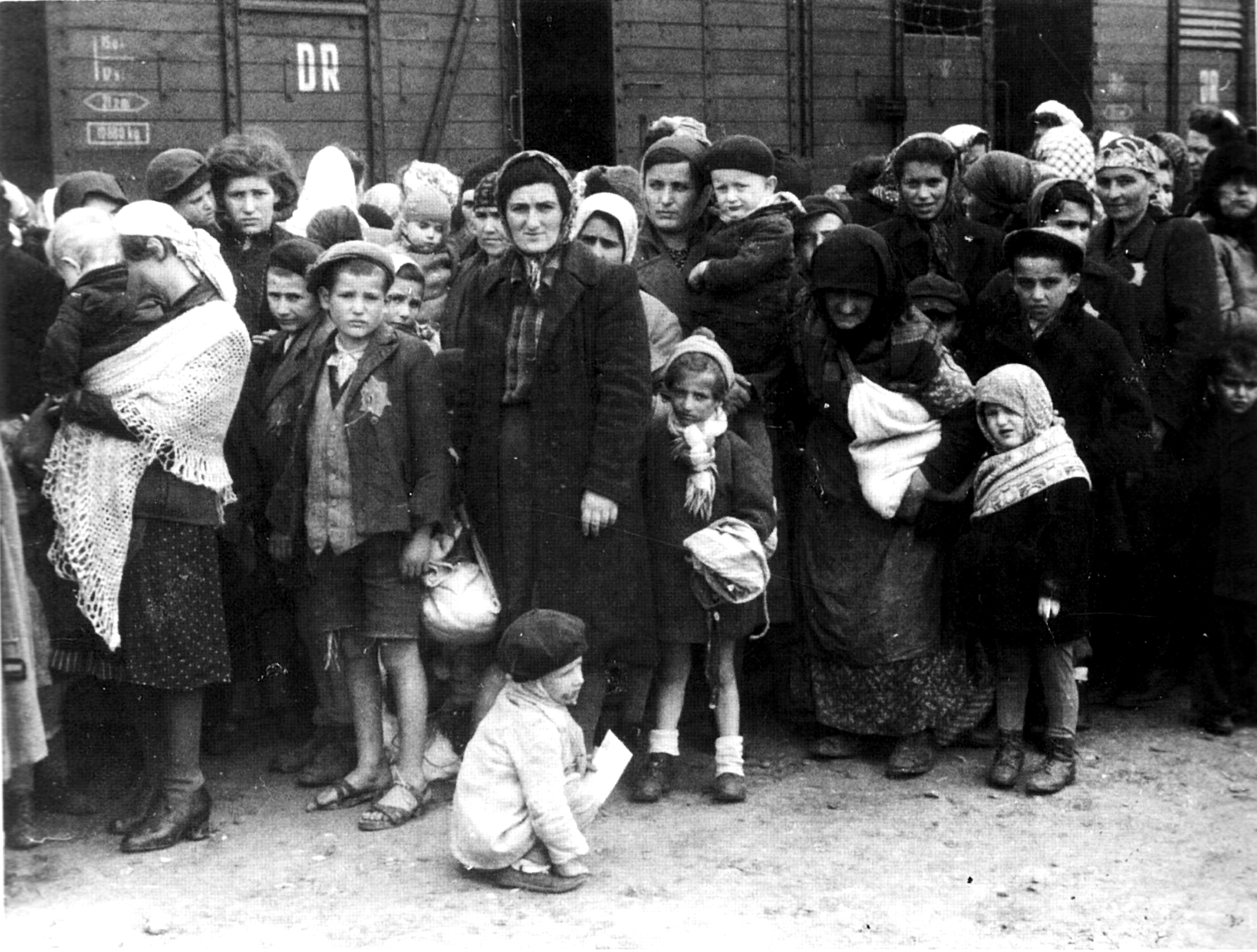
Bundesarchiv Bild 183-N0827-318, KZ Auschwitz, Ankunft ungarischer Juden

Bewusst verzichtet Weiss auf ausschmückende Elemente: Das Bühnenbild soll sich auf einen nüchternen Gerichtssaal beschränken und jede Ablenkung von den Zeugenberichten vermeiden; der Text besteht aus einem klaren, überschaubaren Satzbau, der keinerlei Interpunktion aufweist und wie ein reimloses Epos gesetzt ist. Nur das Wort zählt, durch das sich dem Zuschauer das Leben und Sterben im Konzentrationslager vermittelt – ungeschmücktes Material für das Urteil der Zuschauer. Das Geschehen wird sachlich, nüchtern und weitgehend ohne Emotion erzählt: Obgleich der Autor das Oratorium als „Drama“ bezeichnet, spricht er sich wegen des emotionalisierenden Stoffes gegen eine realistische Darstellung und für eine Reduktion auf das Konzentrat der Fakten aus – die einzige erwähnte Emotion ist das sich wiederholende Lachen der Angeklagten und ihre Empörung über die Anschuldigungen.
Durch diese Verfremdungseffekte wird eine intensivere dramaturgische Wirkung auf den Zuschauer erzielt. Demselben Zweck dient die Rhythmisierung der Sprache in den Aussagen der Figuren. Um die Übertragbarkeit des Themas, seine Universalisierung für andere Orte, Ethnien und Zeiten zu erleichtern, hat Weiss im ganzen Stück das Wort „Jude“ nicht verwendet und nur am Ende ein rassistisches Motiv des Massenmordes erwähnt. Als besondere Gruppen neben den aus rassischen Gründen Inhaftierten werden politische und kriminelle Häftlinge sowie die sowjetischen Kriegsgefangenen erwähnt.
Die Angeklagten versuchen mit folgenden Entlastungsstrategien ihr Handeln abzustreiten, zu verharmlosen oder zu rechtfertigen:
- Verjährung der Verbrechen; Unzeitgemäßheit der Vorwürfe durch den erfolgreichen Wiederaufbau nach dem Krieg
- Einfaches Leugnen, Beschwerden über die Anschuldigungen, die Angeklagten sind die Opfer
- Rechtfertigung mit soldatischer Pflicht und Aufrechterhaltung der Ordnung
- Reduktion der eigenen Tätigkeit auf eine Teil- oder Mikrofunktion („ich war nur dort, um...; nur in einigen Fällen...; nur als Begleiter...“)
- Keine Möglichkeit zum Nachdenken über den Zusammenhang der Teile und den Zweck des Lagers
- Unkenntnis („ich hatte bestenfalls Kenntnis nur vom Hörensagen...“) oder Unglauben über das angeblich erst später erfahrene Gesamtgeschehen oder Verlust der Erinnerung
- Durchführung von Freundschaftsdiensten für die Gefangenen bis hin zur Selbstgefährdung
- Ausschöpfung aller Möglichkeiten der Ablehnung von Befehlen
- Ermordung als eigene Entscheidung: „Jeder hatte die Chance zu überleben“

Nur wenige Angeklagte bekennen sich zu ihrer Schuld. Auch die Zeugen 1 und 2 argumentieren überwiegend apologetisch. Damit verdeutlicht Peter Weiss den Komplex der „zweiten Schuld“ (Ralph Giordano), die Giordano in dem Verdrängen und Leugnen der „ersten Schuld“, das heißt der im Kontext des Nationalsozialismus begangenen Verbrechen, sieht.

## Wirkung
Der Theatertext, der als vollständiger Vorabdruck unter anderem im August 1965 durch die Theaterzeitschrift Theater heute bekannt gemacht worden war, zog schon im Vorfeld der zwei Monate später folgenden Uraufführung vielfältige Angriffe auf sich. Theaterkritiker wie Joachim Kaiser machten Weiss’ Oratorium zum Vorwurf, das Stück beraube den Zuschauer seiner grundsätzlichen Deutungsfreiheit. Die Debatte über die Zulässigkeit des von Weiss gewählten ästhetischen Verfahrens wurde über Wochen hinweg in Presse, Rundfunk sowie im Oktober und November 1965 auf drei Podiumsdiskussionen in Stuttgart, München und Ost-Berlin geführt.
Die Ermittlung stellte das in der Spielzeit 1965/1966 mit zwölf Inszenierungen meistgespielte Gegenwartsstück der Bundesrepublik dar. In den Jahren 1965 bis 1967 nahmen Theater in Amsterdam, Moskau, New York, Prag, Stockholm und Warschau das Werk in ihre Spielpläne auf. Die internationale Inszenierungspraxis zeichnet sich zwischen den Grundformen darstellendes Spiel, szenische Lesung sowie oratorisch-konzertante Darbietung durch große konzeptionelle Vielfalt aus. Die im Kongo ansässige Theatergruppe Urwintore, die aus Überlebenden des Völkermords in Ruanda von 1994 besteht, zeigte das Stück seit 2005 in mehreren afrikanischen und europäischen Ländern sowie in den Vereinigten Staaten (Regie: Dorcy Rugamba).
In der Auseinandersetzung um eine angemessene Inszenierungskonzeption traten vor allem zwei Produktionen der Ring-Uraufführung hervor. Erwin Piscators West-Berliner Inszenierung (Theater der Freien Volksbühne Berlin, 19. Oktober 1965) unterstützte einem identifikatorischen Ansatz: die Zeugenbank stellte eine Verlängerung des Zuschauerraums dar. Piscator ließ die Zuschauer aus der Perspektive der Opfer auf das Prozessgeschehen und auf die Angeklagten blicken.
Peter Palitzsch dagegen verfolgte in der Stuttgarter Produktion mit stetigen Rollenwechseln aller Schauspieler eine anti-identifikatorische Konzeption: Die Rolle von Täter und Opfer wurde bei Palitzsch als grundsätzlich austauschbar dargestellt, wodurch eine ethische Selbstgewissheit erschwert wurde.
Nach zwölfjähriger Zäsur wurde Die Ermittlung erstmals 1979 wieder in einer vom Autor nachträglich autorisierten Produktion am Schlosstheater zu Moers gezeigt, das sich in eine zwielichtige Bar verwandelte. „Einem Bericht über die Foltermethoden wurde das Mäntelchen einer Talkshow übergeworfen, die Ausforschung der Angeklagten entwickelte sich zu einem Frage-und-Antwort-Spiel.“ Auf die durchsichtigsten Ausflüchte der Angeklagten folgte demonstrativer Beifall (Regie: Thomas Schulte-Michels). 1998 inszenierte der Berliner Konzeptkünstler Jochen Gerz die Ermittlung als Mitmachspiel mit 500 Akteuren an drei Berliner Bühnen.
Im Rahmen einer 24-stündigen, zyklischen Inszenierung des Stadtensembles Münster hatte am 8. Mai 2022 die um einen Epilog erweiterte Bühnenfassung des Stücks Premiere in den Räumlichkeiten des Münsteraner Amtsgerichts. Der von der Regisseurin Carola von Senckendorff verfasste Epilog thematisiert die Verstrickungen des Vorsitzenden Richters Hans Hofmeyer, indem sie den Kölner Wissenschaftler Matias Ristic zu Worte kommen lässt, der Hofmeyer mit den Forschungsergebnissen zu seiner Vergangenheit als NS-Richter konfrontiert. Diese Erweiterung ist eine Aktualisierung, die die Bedeutung des Stücks auch für die Gegenwart unterstreicht.

## Rezeption im Kontext der deutschen Erinnerungskultur
Szenische Lesung der Ermittlung im Niedersächsischen Landtag, 2009
Lazar Backovic: Theaterstück zum Auschwitz-Prozess, Spiegel Online, 18. Dezember 2013, Aufnahme: dpa
Link zum Bild
(Bitte Urheberrechte beachten)
Dem Stück ist seit den 1990er Jahren ausgeprägte Bedeutung im Rahmen der deutschen Erinnerungskultur zugefallen. Auszüge aus dem Stück sind wiederholt im Rahmen von Veranstaltungen am Tag des Gedenkens an die Opfer des Nationalsozialismus vorgetragen worden. Die Ermittlung ist zudem häufig an exponierten Stätten außerhalb von Staats- und Stadttheatern aufgeführt worden, darunter in Justizzentren und Amtsgerichten, Rathäusern, Kirchen, ehemaligen Haftanstalten, Holocaust-Gedenkstätten sowie auf dem Reichsparteitagsgelände. Schon im Rahmen der Ring-Uraufführung vom Oktober 1965 hatte Die Ermittlung eine szenische Lesung im Sitzungssaal der Volkskammer der DDR erfahren. Einer Anregung des Altphilologen und Literaturhistorikers Walter Jens folgend war das Stück mehrfach Gegenstand szenischer Lesungen in deutschen Landesparlamenten (z. B. Niedersächsischer Landtag, 11. Februar 2009; Bremische Bürgerschaft, 10. März 2016).

## Printausgaben
- Peter Weiss: Die Ermittlung: Oratorium in 11 Gesängen. Frankfurt am Main: Suhrkamp 1965.
- Peter Weiss: Die Ermittlung: Oratorium in 11 Gesängen. Textausgabe mit einem Kommentar von Marita Meyer. Frankfurt am Main: Suhrkamp 2005.
- Peter Weiss: Die Ermittlung: Oratorium in 11 Gesängen. Mit einer DVD des Fernsehspiels. Frankfurt am Main: Suhrkamp 2008 (NDR-Produktion 1966, Regie: Peter Schulze-Rohr).
- Peter Weiss: Die Ermittlung: Oratorium in 11 Gesängen. Textausgabe mit einem Anhang von Walter Jens und Ernst Schumacher. Frankfurt am Main: Suhrkamp 2014.

## Weitere Ausgaben und Medien
Hörspiele und Hörbücher
- Peter Weiss: Die Ermittlung. Oratorium in 11 Gesängen. Hörspielbearbeitung: Hermann Naber, Regie: Peter Schulze-Rohr, mit Fritz Straßner, Herbert Fleischmann u. v. a. (178 Min.). Hörspiel von HR, BR, DLF, RB, SR, SFB, SWF, NDR, WDR und SRG, Ursendung: 25. Oktober 1965
  - Kassetten-Edition: Der Hörverlag 2001
  - CD-Edition: Der Hörverlag 2007, Auszeichnung: 4. Platz hr2-Hörbuchbestenliste April 2001 (CD-Edition)
- Peter Weiss: Die Ermittlung, Komposition: Siegfried Matthus, Regie: Wolfgang Schonendorf, mit W. Ortmann, N. Christian, M. Flörchinger u. v. a. (247 Min.) Rundfunk der DDR, Ursendung: 26. Oktober 1965

Fernsehbeiträge, DVD-Editionen und Kinofilmung
- Der Augenzeuge. Wochenschau Nr. 44, 27. Oktober 1965. DDR: DEFA-Studio für Wochenschau und Dokumentarfilme, Ostberlin. Beitrag 3: Ring-Uraufführung von Peter Weiss’ Theaterstück.
- Die Ermittlung. Theateraufzeichnung 1966. DDR. Regie: Lothar Bellag, Ingrid Fausak; nach dem gleichnamigen Bühnenstück von Peter Weiss. Fernsehen der DDR, Ostberlin; Akademie der Künste, Ostberlin.
- Die Ermittlung. TV-Film 1966. BRD. Regie: Peter Schulze-Rohr, Norddeutscher Rundfunk (NDR), Hamburg.
- Vor 30 Jahren Uraufgeführt: Auschwitz auf der Bühne. „Die Ermittlung“ von Peter Weiss. TV-Dokumentation 1995. BRD, Westdeutscher Rundfunk (WDR), Köln.
- Dichtung und Wirklichkeit. „Die Ermittlung“ von Peter Weiss. TV-Dokumentation 1996. BRD, Bayerischer Rundfunk (BR), München. Regie: Felix Eue.
- Auschwitz auf der Bühne. Peter Weiss’ „Die Ermittlung“ in Ost und West. Hrsg. von der Bundeszentrale für politische Bildung (bpb) in Kooperation mit dem Deutschen Rundfunkarchiv Potsdam und der Akademie der Künste Berlin unter Verwendung der Textzitate von Peter Weiss mit freundlicher Genehmigung des Suhrkamp Verlags und der Erben von Peter Weiss. Bonn: bpb 2008 (DVD-ROM, DVD-Video) (mit 135 historischen Quellen und einem TV-Mitschnitt der szenischen Lesung in der DDR-Volkskammer vom 19. Oktober 1965).
- Die Ermittlung. Kinofilm 2024. Deutschland. Regie: RP Kahl.

Kompositionen
- Luigi Nono: La fabbrica illuminata. Ha venido, Canciones para Silvia. Ricorda cosa ti hanno fatto in Auschwitz. Carla Henius, Barbara Miller, Stefania Woytowicz u. a., Mainz: Wergo / SunnyMoon 1992 (Ricorda cosa von 1966 basiert auf Nonos zehnteiliger Bühnenmusik, die 1965 die Inszenierungen in West-Berlin, Essen, Potsdam und Rostock begleitet hatte).[16]
- Frederic Rzewski: The Triumph of Death. Komposition für Stimmen und Streichquartett (1987/88). Uraufführung: Yale University, um 1991, deutsche Erstaufführung: Kunstfest Weimar, 30. August 2015
- Luca Brignole: Tra i vivi non posso più stare, für Flöte, Klarinette, Schlagzeug, Alt, Bass, Violine, Bratsche, Violoncello, Kontrabass (komponiert 2012)